# エレベーターガール

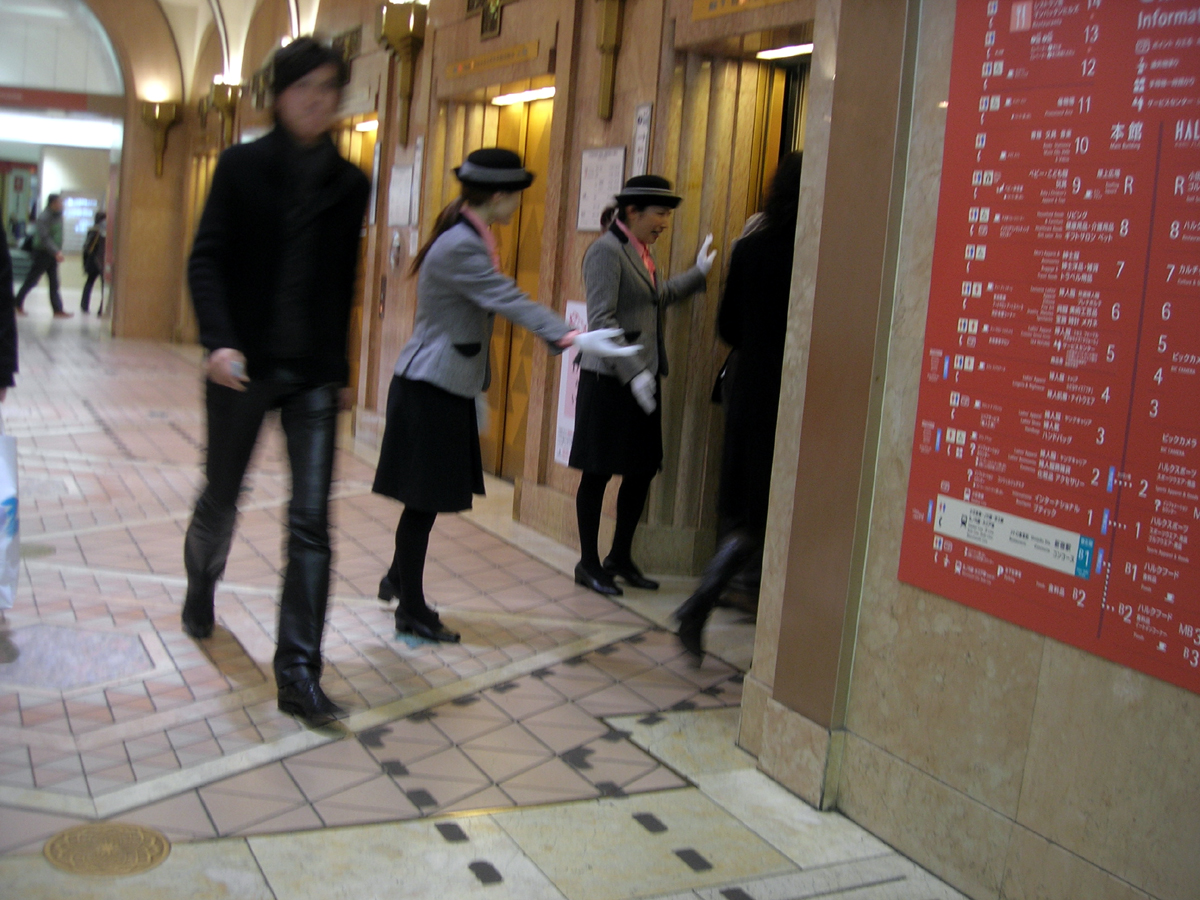
エレベーターガール　小田急百貨店新宿本館地下1階（新宿駅西口地下コンコース）にて（2007年）

エレベーターガールとは、一部の百貨店や観光用の高層建築物などのエレベーターに乗務し、運転操作や案内を担当する女性のこと。「エレガ」「エレガー」「EG」と略される。男性が同様の業務を行う場合は「エレベーターボーイ」と呼ばれる。

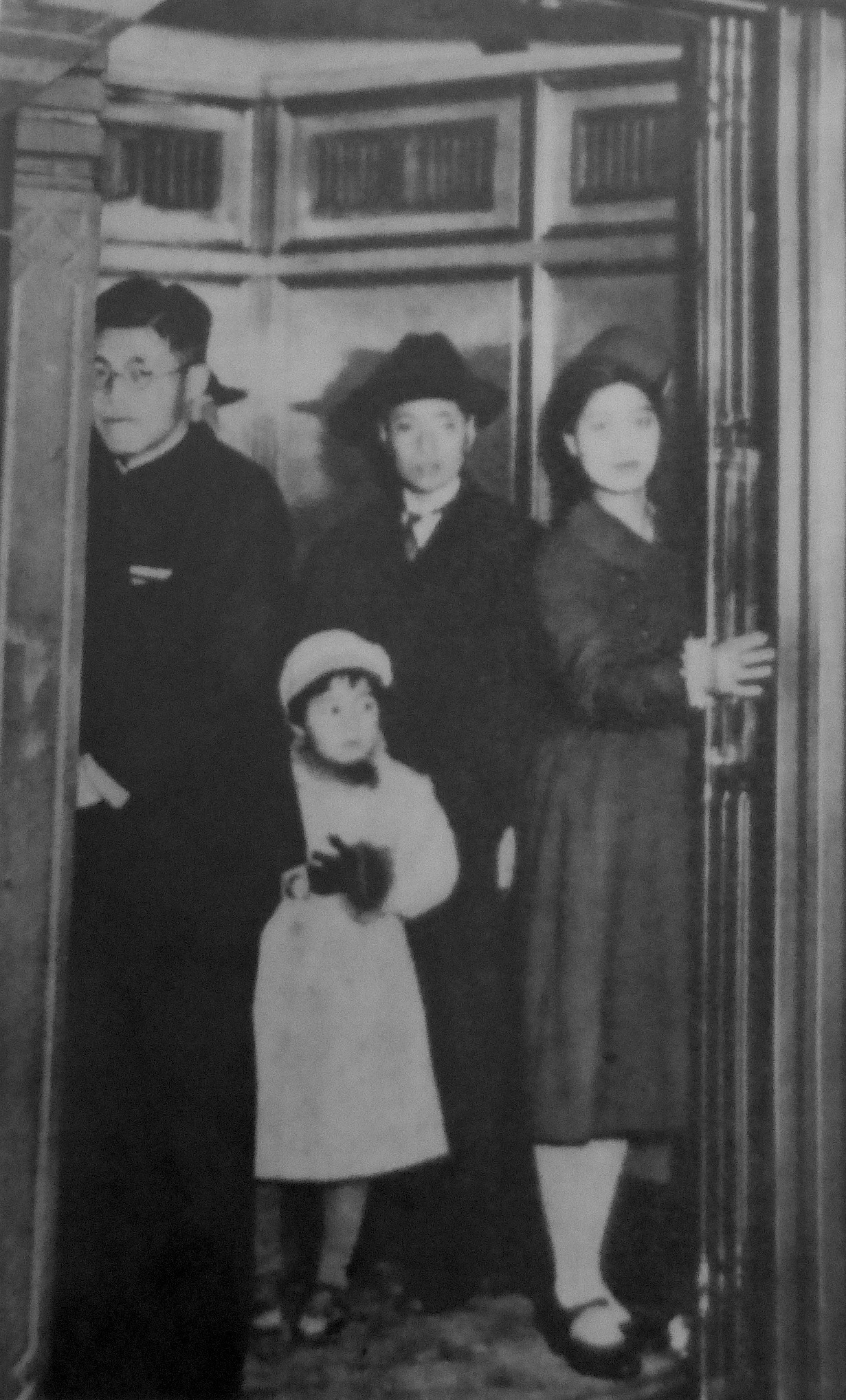
エレベーターガール、昭和9年頃

## 概要
日本で最初にエレベーターガールを置いたのは1929年（昭和4年）、松坂屋上野店のエレベーターと言われている（下記松坂屋の外部リンクを参照。同店には近年までハンドル操作式・格子状扉のエレベーターが1基だけ残り、運用されていたが、全自動運転にリニューアルされた）。1930年代は手動でエレベーターを動かす運転手がおり、1300名が警視庁に届けられていたという。専用の制服姿で優雅に客の案内をする姿は女性の憧れの職業のひとつで、当時は「昇降機ガール」と呼ばれていた。独特のゆっくりとした口調の、高い声での案内も特徴の一つであるが、これは乗客の話し声にまぎれないようにするためである。
昭和期には、大半のエレベーターガールは独特の制服を着用していた。つば付きのフェルト帽に明るい色のレディーススーツ、白手袋などがアイコンであり、服装の色合いは落ち着いた色合いで上品さを強調するが、帽子のリボンやスカーフなどのワンポイントにより華やかさを出していた（いわゆる「モダンガール」的な服飾であり、スチュワーデスやバス添乗員など昭和に社会進出した女性の制服と軌を一にする）。ファッションとしては平成期までには陳腐化したが、レトロモダン的な昭和ノスタルジーの一つとして懐古されることも多い。
官公庁でも配置されていた例があり、仙台市役所は1965年に完成した第三代の庁舎に展望室があったことから、案内のためにエレベーターガールが配置されていた。

## エレベーターガールの仕事
百貨店のエレベーターを例に説明する。
- 乗場ドアが開いた際に、外の客に対して昇降方向を案内する（「上（下）にまいります」という慣用表現を用いる）。
- 乗降が終わるまでドアを開け、乗降の完了を確認してドアを閉める（自動式の場合は開閉ボタンにより操作する）。乗降が困難な客の手助けをしたり、混雑時の間隔詰めを促したり、ドア開閉時に注意喚起するなどなど乗降の管理も行う。
- 客の行き先階を聞き取り、順に停止させる（自動式の場合は階床ボタンを押す。ハンドル式の場合は聞き取った階を記憶して停止させるか、または「○階ご利用の方はいらっしゃいますか」などと順次確認する）。
- 乗場ドアが開く前に「○階、××のフロアでございます」などと乗客に停止階の案内を行う。
- エレベーターが群管理されていない昭和期には、乗降客がいない時間帯は1階などの決まった階で待機し、乗場ボタンが押された階に向かう。
- 通常の店員と同様に、客から質問があったときは、館内の案内を行う（総合案内担当同様の知識を持つ事を要求される）。
- 非常停止などの非常時に防災センターに連絡したり、客の避難の誘導をする。

## エレベーターガール支援設備
エレベーターガールの業務を支援するため、サブインジケータを備えるエレベーターもある。これには自機の位置を示すインジケータが別にあり、その左右または上下には上下ごとに呼びがある階のランプが点灯するようになっている。また、平行して設置されている他機の現在位置を表示するインジケータを備えるものもある。

## 現状
バブル崩壊後、百貨店業界全体の営業不振、エレベーターが普及により特別な存在でなくなったことなどの社会情勢の変化、人件費削減等の理由によって1990年代終盤を以って一部の百貨店店舗や一部の展望施設を除き、エレベーターガールの廃止が進んだ。「発祥の地」である松坂屋上野店でも、2006年4月に常駐ではなくなり、2007年をもって完全に廃止された。日本橋髙島屋には未だに配置されているが、これは日本橋高島屋のエレベーターには手動運転式の機種が残っているためで、必須の要員になっている。変わったところでは紀伊國屋書店新宿本店にも存在する（2015年現在）。
また、一部の公共施設などでは、車椅子などの乗り降りをサポートするための「昇降手」を設けている場合があるが、上記にある狭義の「エレベーターガール」とは言い難い。
海外では、台湾の新光三越百貨店や、変わったところでは、北朝鮮の高層マンション等に配置されている。

## エレベーターガール・エレベーターボーイの経験のある著名人
- 安藤優子 - 学生時代にエレベーターガールのアルバイトをしていた際に、テレビ朝日のディレクターにスカウトされ、報道の世界に入る。
- ビートたけし - フランス座時代、エレベーターボーイとして雇われていた。
- 三石琴乃 - かつてサンシャイン60のエレベーターガールのアルバイトをしていた[9]。
- 石丸幹二 - 2013年9月24日放送の『笑っていいとも!』のテレフォンショッキングでエレベーターボーイのアルバイトをしていた過去を明かした。